# Ruslan Jerschanow
Ruslan Jerschanow (kasachisch Руслан Темірұлы Ержанов; russisch Руслан Тимурович Иржанов, beim Weltschachbund FIDE Ruslan Irzhanov; * 27. November 1976 in Alma-Ata) ist ein kasachischer Schachspieler.
Er spielte für Kasachstan bei vier Schacholympiaden: 1992 bis 1998. Außerdem nahm er zweimal an den asiatischen Mannschaftsmeisterschaften (1995 und 1999) und einmal an der Mannschaftsweltmeisterschaft (1997) teil.
Im Jahr 1994 wurde er Internationaler Meister, seit 1997 trägt er den Titel Großmeister. Seine höchste Elo-Zahl war 2555 im Januar 1998.
| Hier fehlt eine Grafik, die leider im Moment aus technischen Gründen nicht angezeigt werden kann. Wir arbeiten daran! |